# Rima Shaw
 (mars 2019).
Rima Shaw est une peintre, illustratrice et graphiste française, née en 1957 à Cambridge, Massachusetts aux États-Unis. Elle vit et travaille à Paris et dans le Lot.

## Biographie
Rima Olga Shaw est la fille du sculpteur américain Donald Edward Shaw (1934, Boston - 2015, Las Vegas (Nouveau-Mexique).
Elle doit son second prénom à sa marraine d'origine russe, Olga de Beauharnais von Leuchtenberg (1931, Bois-Colombes - 2007, Cambridge Mass.), nièce d'Olga Naumova (1901-1978), qui fut la dernière femme du célèbre chef d'orchestre Serge Koussevitsky.
Par ses ancêtres du côté maternel, elle est reliée entre autres à Abel Gay, peintre français de l'École de Lyon et au magistrat gastronome Jean Anthelme Brillat-Savarin.
Enfant, elle a été photographiée par Douglas Kirkland, qui a réalisé un reportage sur elle dans le Paris élégant des années 1960 paru dans le Look Magazine du 2 juillet 1963.
Puis prime jeunesse passée chez les Ursulines en Savoie, elle a ensuite vécu quelques années à Saint-Tropez, avant de revenir à Paris.
Après s’être formée à l’école des Beaux-arts d’Aix-en-Provence, elle participe en 1983 au Festival International d’Art Graphique d’Osaka au Japon.
En 1986, elle peint l'unique portrait de l’écrivain Anne Serre. 
En 1990, elle épouse le peintre Pascal Vinardel ; ils ont une fille née à Paris en 1995.
En 1991, elle réalise le monogramme et la maquette de couverture pour les collections des éditions La Bibliothèque, Paris.
En 1995, en collaboration avec le Musée Albert Kahn, elle illustre par une dizaine de lavis et de dessins, le livre Albert Khan, Les jardins d’une idée, texte de Pascal de Blignières, dans la collection Les Utopies de la Bibliothèque.
En 1998 et 1999, elle conçoit la calligraphie de deux ouvrages publiés par les éditions Nathan, Pêches de rêve et Montagnes de rêve.
De 2006 à 2009, elle étudie l'histoire de l'art à l'École du Louvre.
En 2007, elle réalise sur commande pour Anne de Staël une icône représentant un Saint Basile portant le livre des douze clefs de la philosophie.
En 2011, elle co-dirige la conception éditoriale de la monographie Pascal Vinardel, une œuvre, parue en 2012 aux éditions Mezzo. 
De 2013 à 2019, elle a dirigé la conception éditoriale des catalogues des œuvres de Pascal Vinardel lors d'expositions.

## Expositions personnelles
- 2000 et 2002 : Espace l'Harmattan, Paris
- 2005 : Galerie Visconti, Paris
- 2014 à 2017 : Les affinités inédites de la nature, natures mortes à la galerie Francis Barlier, Paris[4]